# ببر بالتیک

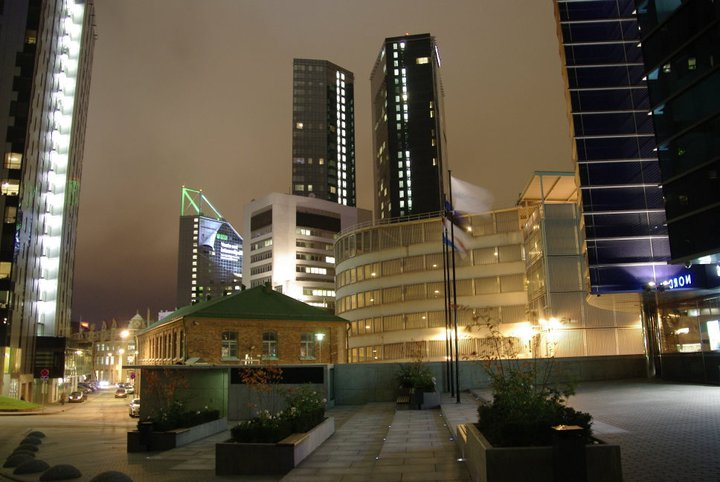
مناطق تجاری تالین

ببر بالتیک (به انگلیسی: Baltic Tiger) عبارتی است که برای اشاره به اقتصاد کشورهای حوزه دریای بالتیک (سه کشور استونی، لتونی، و لیتوانی) در دوران رونق اقتصادی‌شان بین سالهای ۲۰۰۰ تا ۲۰۰۷ به کار می‌رود. این عبارت با الهام از چهار ببر آسیایی ساخته شده‌بود.

## نرخ رشد اقتصادی سالانه
|                    | ۲۰۰۴ | ۲۰۰۵  | ۲۰۰۶  | ۲۰۰۷  | ۲۰۰۸  | ۲۰۰۹   | ۲۰۱۰  | ۲۰۱۱ | ۲۰۱۲ | ۲۰۱۳ | ۲۰۱۴ | ۲۰۱۵ | ۲۰۱۶ |
| ------------------ | ---- | ----- | ----- | ----- | ----- | ------ | ----- | ---- | ---- | ---- | ---- | ---- | ---- |
| استونی             | ۶٫۳٪ | ۹٫۴٪  | ۱۰٫۳٪ | ۷٫۷٪  | -۵٫۴٪ | -۱۴٫۷٪ | ۲٫۳٪  | ۷٫۶٪ | ۴٫۳٪ | ۱٫۹٪ | ۲٫۹٪ | ۱٫۷٪ | ۲٫۱٪ |
| لتونی              | ۸٫۳٪ | ۱۰٫۷٪ | ۱۱٫۹٪ | ۱۰٫۰٪ | -۳٫۶٪ | -۱۴٫۳٪ | -۳٫۸٪ | ۶٫۴٪ | ۴٫۰٪ | ۲٫۶٪ | ۲٫۱٪ | ۲٫۷٪ | ۲٫۰٪ |
| لیتوانی            | ۶٫۶٪ | ۷٫۷٪  | ۷٫۴٪  | ۱۱٫۱٪ | ۲٫۶٪  | -۱۴٫۸٪ | ۱٫۶٪  | ۶٫۰٪ | ۳٫۸٪ | ۳٫۵٪ | ۳٫۵٪ | ۱٫۸٪ | ۲٫۳٪ |
| داده‌ها از Eurostat |      |       |       |       |       |        |       |      |      |      |      |      |      |